# Sabrina Salerno
Sabrina Salerno (Genova, 1968. március 15. –) olasz popénekesnő, modell, színésznő és zenei producer. Teljes neve: Norma Sabrina Salerno. 
Énekesi pályája első és legsikeresebb szakaszában csupán a Sabrina nevet használta, rajongói pedig Sabrynak becézték. Az 1980-as évek második felében vált nemzetközileg ismert popsztárrá. Legnépszerűbb slágere a Boys (Summertime Love). Eleinte úgy reklámozták, hogy ő „Olaszország válasza Samantha Foxra”, a temperamentumos Sabrina azonban kikért magának minden összehasonlítást brit pályatársnőjével. Az 1990-es években – vetélytársnőjével együtt – eltűnt a nemzetközi popmezőnyből, hazájában azonban továbbra is kedvelt híresség maradt.

## Pályafutása

### A kezdetek
Sabrina szülei Antony és Felicia Salerno. Az anya mindössze 17 éves volt, mikor egyetlen gyermekét megszülte. A házaspár nem sokkal a kislány születése után elvált, Sabrina 12 évesen találkozott először az apjával. Sabrina ötéves koráig a nagybátyjánál nevelkedett Genovában, innen a nagyszüleihez került San Remóba. 16 éves korában költözött az édesanyjához. Eleinte szeretett volna továbbtanulni, nyelvleckéket vett angolból, franciából és oroszból, ám rövidesen félbehagyta tanulmányait. Sabrina szerint az igazi család hiánya miatt vált már fiatalon erős és céltudatos jellemmé.
14 évesen már egy együttessel énekelt. A sikeren felbuzdulva klasszikus és modern táncot kezdett tanulni. 15 évesen megnyerte a genovai Miss Lido szépségversenyt, majd a Miss Liguria címet is megszerezte. Az egyik szépségversenyen figyelt fel rá Giampiero Menzione producer, aki kezébe vette az ambiciózus lányka karrierjének irányítását, és különböző együttesekben juttatta háttérénekesi feladatokhoz. E mellett Sabrinának maradt ideje arra is, hogy modellkedjen. A szépséges ifjú teremtés felkeltette Claudio Cecchetto producer érdeklődését is, aki úgy döntött, sztárt farag belőle. Első lépésként benevezte egy tehetségkutató versenyre, melyet Sabrina meg is nyert. Így ő lett a Canale 5 tévéállomás új műsorvezetője. A televízióban olyan műsorokban lépett a közönség elé, mint a Grand Hotel, a Sorrisi Superstar, a Storie dalla Bussola vagy a Sandra e Raimondo Show, amelyben ő került a műsorvezetésből távozó Bonnie Bianco helyére. Sabrina volt a Premiatissima című tévéshow állandó műsorvezetője is.

### Énekesnői karrier
1986. szeptember 5-én, Veronában Sabrina megnyerte a Festivalbar nevű évről évre megrendezett dalversenyt. Cecchetto úgy érezte, most eljött az ideje annak, hogy valóban befuttassa pártfogoltját. Angliában ugyanis akkor már óriási népszerűségnek örvendett a „felül semmi” modellből énekesnővé avanzsált Samantha Fox, aki iránt nemcsak Európa többi országában, hanem az Egyesült Államokban is komoly érdeklődés mutatkozott. Fox sikerei láttán az európai kontinens élelmes menedzserei azon kezdtek el munkálkodni lázas igyekezettel, hogy további, „mellben erős” lányokat vezessenek be a popvilágba. Ehhez az olasz szépség ideális alanynak bizonyult. Még 1986-ban piacra dobták a Sexy Girl című kislemezét, amelyhez a címnek megfelelő énekesnői imázs már adott volt. A dal Olaszországban gyorsan népszerű lett, de külföldön nem aratott egyértelmű sikert. 1987-ben azonban bekövetkezett a remélt áttörés a Boys (Summertime Love) című dallal, amely az esztendő egyik legnépszerűbb európai slágere lett. A sikerben persze nagy szerepe volt a dalhoz készült videóklipnek, melyben az énekesnő önfeledten pancsol egy emberekkel teli úszómedencében, miközben mellei folyton kikívánkoznak parányi és szűk, fehér színű bikinijéből. A konzervatívabb ízlésű tévéállomások számára cenzúrázott változat készült, melyből hiányoztak a „mellvillantós” képkockák.
A Boys (Summertime Love) révén Sabrina előtt megnyílt a külföldi karrier lehetősége. Úgy reklámozták, hogy ő „Olaszország válasza Samantha Foxra”. Sabrina azonban – alighanem menedzseri tanácsra – felháborodottan kért ki magának mindennemű összehasonlítást Samanthával, aki szerinte „kicsi, kövér és egyáltalán nem csinos”. A brit modell-énekesnő eleinte nem vett tudomást olasz kolléganője pikírt megjegyzéseiről, interjúiban az erre vonatkozó kérdésekre eleinte csak egy rövid kérdéssel felelt: „Ki az a Sabrina?” A tinédzsereket megcélzó popsajtó azonban lecsapott a lehetőségre, és valóságos kebelháborút robbantott ki a két hölgy között: az érdekelt felek csípős hangvételű nyilatkozatokban üzengettek egymásnak, a rajongók pedig állást foglalhattak kedvenceik mellett. Valószínűleg azok jártak a legközelebb az igazsághoz, akik úgy vélekedtek, hogy a mesterségesen szított ellenségeskedéstől egyik fél sem lett jobb énekesnő, viszont a (férfi)közönség legalább bőséges ízelítőt kapott a vetélytársnők bájaiból. Mert mondani sem kell, hogy bár Sabrina eleinte lekicsinylően nyilatkozott Samantha aktmodelli ténykedéséről, mondván, hogy ő sosem tenne ilyesmit, később, a siker megőrzése érdekében, ő is nekivetkőzött. Furcsamód éppen akkor, amikor vetélytársnője kinyilatkoztatta, hogy felhagy az aktok készítésével, sőt a modellkedéssel is, és csak az énekesi pályára koncentrál. A végkifejlet kapcsán érdemes megjegyezni, hogy Samantha és Sabrina rögvest megbékéltek egymással, amint feltűnt a színen egy újabb rivális, a lengyel származású Danuta Lato, aki ugyan szintén nem volt egy új Maria Callas, kebelméretét tekintve azonban lekörözte pályatársnőit.
A kebelcsatának köszönhetően Sabrina neve megmaradt a köztudatban, és újabb lemezek születtek annak érdekében, hogy ez így is maradjon. Mindjárt 1987-ben megjelent első, keresztnevével azonos című nagylemeze, amelyről a Hot Girl lett az újabb sláger. Az énekesnő szexis imázsát az albumon két feldolgozás is erősíteni próbálta. Az egyik a Labelle trió ma már örökzöldnek számító Lady Marmelade-ja volt, a másik Rod Stewart emlékezetes diszkóslágere, a Do Ya Think I’m Sexy? átirata. 1988-ban Sabrinát az év európai énekesnőjének választották, ám ebben a döntésben nagy népszerűsége valószínűleg többet nyomott a latban, mint énekesi kvalitásai. Ugyanebben az évben lehetősége nyílt arra, hogy Angliában mérje össze képességeit Samantha Foxszal. Korábban ugyanis a Stock–Aitken–Waterman-trió írta Sammy egyik legnagyobb slágerét, a Nothing’s Gonna Stop Me Now című dalt, 1988-ban pedig Sabrina számára is összehoztak egy slágert All of Me (Boy Oh Boy) címmel. A felvétel ugyan szép sikert aratott, ennek ellenére Sabrina sosem lett igazán népszerű a szigetországban. A Super Sabrina című 1988-as albumra a sztárcsinálásban abszolút profi Giorgio Moroder (Donna Summer és mások felfedezője, mellesleg Oscar-díjas filmzeneszerző) is hozott egy dalt (Like a Yo-Yo), de népszerű lett a My Chico és a Funky Girl is. A soros feldolgozást ezúttal Carol Douglas Doctor’s Orders című 1970-es évekbeli slágerének átirata jelentette.
1989-ben Gringo címmel jelent meg Sabrina újabb kislemeze. A következő évben híres pályatársnője, Raffaella Carrà társaságában a Ricomincio da 2 című reggeli tévéshow-t vezette a RAI 2 csatornán. Ugyanebben az évben a Yeah, Yeah című dallal ismét indult a Festivalbar versenyen. 1991-ben jelent meg első olasz nyelvű felvétele, a Siamo Donne, egy duett Jo Squillo énekessel. Az alkalmi páros a dallal részt vett a soros Sanremói Dalfesztiválon. 1991-ben került a boltokba Sabrina harmadik stúdiólemeze, az Over the Pop, amelynek már ő volt az egyik producere, sőt szerzőként is részt vett a lemez elkészítésében. Mint a cím is jelezte, az énekesnő változtatni szeretett volna addigi zenei stílusán, és szeretett volna megválni a szexi lány imázsától is. Menedzsmentje azonban még nem látta elérkezettnek az időt a komolyabb változtatásra. A feszültség eredményeként az album népszerűsítése félbemaradt, a Cover Girl című kislemezt Olaszországon kívül csupán Franciaországban jelentették meg. Sabrina és menedzsmentje útjai elváltak, az énekesnő évekre eltűnt a nagyközönség szeme elől.
1995-ben Sabrina visszatért a showbizniszbe. Különféle televíziós programokban lépett fel, és egy független lemezcégnél két újabb kislemezt jelentetett meg. A Rockawillie és az Angel Boy Olaszországban és Skandináviában – ahol Sabrina mindig is népszerű volt – felkerültek a slágerlistákra, de nem jutottak előkelő pozíciókba. 1996-ban az énekesnő akkori férjével, Enrico Montival közösen saját lemezcéget alapított Trevisóban. Itt készült el első, teljes egészében olasz nyelvű albuma, a Maschio dove sei? A munkálatokban Vasco Rossi gitárosa, Massimo Riva is részt vett. Főleg neki köszönhetően a lemez a pophangzás mellett a rockzene hatását tükrözi. A kritikusok meglepően jól fogadták az anyagot – amely az új arculatnak megfelelően már Sabrina Salerno néven jelent meg –, de terjesztési problémák és a megfelelő reklám hiánya miatt a korong kereskedelmileg nem lett sikeres.

### A színésznő
Új albuma sikertelensége miatt Sabrina a színészi munkára próbált koncentrálni. Már pályakezdő énekesnőként is hívták filmezni, ám azokban a produkciókban inkább csak hírneve és szépsége miatt jutott feladatokhoz, melyek színészileg nem jelentettek komoly kihívást. Említésre méltó a Grandi magazzini (1986) című film, melyben egy áruházi ruhatolvajt alakított. A produkció főszerepeiben olyan sztárok voltak láthatók, mint Nino Manfredi, Paolo Villaggio, Enrico Montesano és Michele Placido, a női nemet pedig Sabrinán kívül olyan szépségek képviselték, mint Ornella Muti, Laura Antonelli vagy az akkor még pályakezdő későbbi szexszimbólum, Francesca Dellera. Lamberto Bava 1987-es horrorjában (Le Foto de Gioa) Sabrina egy perverz gyilkos egyik áldozatát alakította. Az 1996-os Maschio dove sei? album bukása után az énekesnő a színpadon próbált meg érvényesülni: az I cavalieri della Tavola Rotonda című komédiában Morgan le Fay szerepét játszotta. Sikere volt, ezért felkérést kapott az Uomini sull'orlo di una crisi di nervi egyik szerepére is. A siker most sem maradt el, ám Sabrina eltörte a térdét, ezért a továbbiakban le kellett mondania a szerepről. A szerencse azonban mégsem pártolt el tőle. A RAI 1 meghívta a Cocco di mamma című show-ba, ahol régi olasz és külföldi slágereket énekelt. Nagy sikere volt, ami lehetővé tette énekesnői visszatérését. Ennek jegyében szerepet vállalt a 883 nevű olasz rockegyüttes Jolly Blu című filmjében, illetve egy szórakoztató tévés minisorozatban (Három férfi és egy bombanő), amely később Magyarországra is eljutott.

### Az 1990-es évek végétől napjainkig
Az énekesi visszatérés azonban most sem sikerült. Az I Love You című új kislemez a Flower’s Broken című 1999-es nagylemezről ugyan keltett némi érdeklődést, összességében azonban mind a kis-, mind a nagylemez megbukott. 2001-ben Sabrina az Emozioni című musicallel visszatért a színmpadra, és újra kedvező kritikákat kapott. Ennek köszönhetően az előadással egy közel 3 évig tartó olasz turnéra ment. 2002-ben ismét műsorvezetőként bukkant fel a tévében. Az Italia 1 csatorna Matricole & Meteore című műsorának háziasszonyaként beutazta a világot, hogy hírt vigyen az olasz közönségnek egykori, de azóta elfeledett sztárok mindennapjairól. Olyan exhírességek álltak a mikrofonja elé, mint Shannen Doherty, Charlene Tilton, Al Corley, Jimmy Somerville és Gary Coleman.
2004-ben megszületett Sabrina kisfia, Luca. A következő évben a boldog mama a független filmek salernói fesztiválján elnyerte a legjobb színésznőnek járó díjat a Colori című filmben nyújtott alakításáért. Ugyancsak 2005-ben egy olasz tévéműsor vendégeként előadta nagy slágerét, a Boys (Summertime Love)-ot és a Sugababes Hole in the Head című dalát. 2005 novemberében Oroszországban lépett fel a Дискотека 80-х című rendezvény vendégeként. 2006-ban I Feel Love (Good Sensation) címmel új felvételt készített, amely azonban csak a honlapján volt elérhető mint letölthető dal. 2007-ben Franciaországban turnézott, repertoárján saját régebbi slágerei mellett szerepelt Patrick Hernandez Born to be Alive című diszkóörökzöldjének feldolgozása is. 2007 szilveszterének napján a portugál televízióban volt látható. 2008-ban az RFM Party 80 elnevezésű francia nosztalgiaturnén vett részt, melyet a francia RFM tévéhálózat szervezett. augusztus 24-én Sabrina Sopotban lépett fel az ottani dalfesztivál részeként rendezett koncerten az 1980-as évek olyan sztárjaival, mint egykori riválisa, Samantha Fox, Kim Wilde, Sandra, a Modern Talking, Limahl és Shakin' Stevens. október 3-án megjelent az énekesnő első hivatalos válogatásalbuma, az Erase / Rewind Official Remix című dupla CD, melyen a régi slágerek remixei mellett új szerzemények is helyet kaptak.
Az új évezred első évtizedében Sabrina lemezproducerként is ténykedik. Stúdiójában olyan hírességek dolgoztak már, mint Vasco Rossi, Sade és a Simply Red. New Boys Productions nevű menedzsercége főleg dance műfajban ténykedő új tehetségeket pártfogol.

## Ismertebb lemezei

### Albumok
- 1987 Sabrina (Boys címmel is megjelent.) – Finnország: #4, Svájc: #11, Spanyolország: aranylemez-jelölés, Franciaország: Top30.
- 1988 Super Sabrina – Finnország: #9, Svájc: #28, Svédország: #39. Olaszországban már 1988-ban megjelent, máshol azonban csak 1989 tavaszán.
- 1988 Something Special (remix album) – Finnország: #15, Svédország: #31.
- 1991 Over the Pop
- 1996 Numeri (Maschio dove sei? címmel is ismert.)
- 1999 Flower's Broken
- 2008 Erase / Rewind Official Remix

### Kislemezek
- 1986 Sexy Girl  – Olaszország: #20, Ausztrália: #36 (az 1988-as remix), Finnország: #11 (az 1988-as remix).
- 1987 Lady Marmalade (csak Franciaországban és Hollandiában jelent meg) – Franciaország: #41
- 1987 Boys (Summertime Love) – Franciaország: #1, Svájc: #1, NSZK: #2, Spanyolország: #2, Finnország: #2, Anglia: #3, Írország: #3, Norvégia: #3, Ausztria: #5, Olaszország:  #5, Hollandia: #5, Ausztrália: #11, Dél-Afrika: #14.
- 1987 Hot Girl – Spanyolország: #2, Finnország: #6, NSZK: #19, Svájc: #13,  Hollandia: #10, Franciaország: #12, Olaszország: #21.
- 1988 All of Me (Boy Oh Boy) – Finnország: #2, Anglia: #25, NSZK: #16, Svájc: #12, Olaszország: #12, Franciaország: #15
- 1988 My Chico  – Olaszország: #2, NSZK #56, Finnország #3.
- 1989 Like a Yo-Yo – Anglia: #72, Finnország: #1, Olaszország: #18 (Hit Parade slágerlista, nem a hivatalos kislemezlista)
- 1989 Gringo – Anglia: #91, Olaszország: #12
- 1990 Yeah, Yeah – Olaszország: #24
- 1991 Siamo Donne – Olaszország: #11
- 1991 Dirty Boy Look (csak Olaszországban megjelent promóciós lemez)
- 1992 Cover Model (csak Franciaországban és Olaszországban jelent meg)
- 1994 Rockawillie
- 1994 Angel Boy – Finnország:  #15
- 1995 Boys '95 (csak Franciaországban jelent meg)
- 1996 Fatta E Rifatta (promóciós lemez)
- 1996 Maschio dove sei (promóciós lemez)
- 1999 I Love You (promóciós lemez)
- 2004 Boys (2004 Remix) – (Boys Boys Boys 2004 címmel is ismert)
- 2006 I Feel Love (Good Sensation)  (a hivatalos weboldalról letölthető dal)
- 2008 Erase Rewind
- 2009 Erase Rewind Remix (Andrea T Mendoza & Tibet Rmx)

## Filmjei
- 1986 Professione vacanze (tévésorozat, a Nove settimane e uno mazzo című epizódban)
- 1986 Ferragosto O.K. (tévéfilm)
- 1986 Grandi magazzini
- 1987 Le Foto de Gioia
- 1988 Festa di Capodanno (tévésorozat)
- 1989 Fratelli d'Italia
- 1998 Három férfi és egy bombanő / Minden férfi egyforma (Tutti gli uomini sono uguali) (tévésorozat)
- 1998 Jolly Blu
- 2005  Colori
- 2006  Film D